# Piramatovci
Piramatovci falu Horvátországban Šibenik-Knin megyében. Közigazgatásilag Skradinhoz tartozik. 

## Fekvése
Šibenik központjától légvonalban 20, közúton 30 km-re északra, községközpontjától 14 km-re északnyugatra, Dalmácia középső részén, az 56-os és az 59-es számú főutak között fekszik.

## Története
A régészeti leletek tanúsága szerint területe már az őskorban lakott volt. A falu határában a Vrbica nevű lelőhelyen a 20. század hetvenes éveiben az újkőkori impresso-kultúra (i. e. 5000 előtt) nyomait fedezték fel házak és tűzhelyek maradványaival és számos apró anyaggal. Az 1980-as években pedig egy régi horvát temetőt tártak fel, amely 130 sírt tartalmazott. Piramatovci területe a középkorban a bribiri grófok a Šubićok birtokaihoz tartozott. A Šubićok birtokközpontja a szomszédos Bribir településen emelt váruk volt. A család fénykorát a 13. és 14. században Šubić I. Pál idejében élte, aki horvát báni tisztsége mellett hatalmas birtokok ura is volt. A mai piramatovci plébánia területe is nagyrészt a bribiri főplébánia egyházi igazgatása alá tartozott. A török 1522-ben foglalta el a környék várait, ezt követően az itteni hívek lelki gondozását a visovaci ferences atyák látták el. A török uralom a 17. század végén ért véget, mely után velencei uralom következett. A piramatovci plébániát 1710-ben alapították, de székhelye kezdetben Krkovićon volt. A plébániatemplom ma is ott áll. Székhelye csak újraalapítása után 1876-ban került Piramatovcira. Ma Piramatovci, Krković, Vaćane, Ždrapanj, Bribir, Žažvić, Bubić, Bilo-stanove, Gračac, Cicvare és Lađevce települések tartoznak hozzá. Régi anyakönyvei nem maradtak fenn, csupán a visovaci ferencesek őriznek néhányat a kezdeti időszakból egy-két ide tartozó településről. A falu 1797-ben a Velencei Köztársaság megszűnésével a Habsburg Birodalom része lett. 1806-ban Napóleon csapatai foglalták el és 1813-ig francia uralom alatt állt. Napóleon bukása után ismét Habsburg uralom következett, mely az első világháború végéig tartott. A településnek 1857-ben 183, 1910-ben 322 lakosa volt. Az I. világháború után rövid ideig az Olasz Királyság, ezután a Szerb-Horvát-Szlovén Királyság, majd Jugoszlávia része lett. 1991-ben lakosságának 93 százaléka horvát, 5 százaléka szerb volt. Még ez évben elfoglalták a szerb felkelők és a Krajinai Szerb Köztársasághoz csatolták. 1995 augusztusában a horvát hadsereg foglalta vissza a települést. A településnek 2011-ben 275 lakosa volt.

## Lakosság
| Lakosság változása | Lakosság változása | Lakosság változása | Lakosság változása | Lakosság változása | Lakosság változása | Lakosság változása | Lakosság változása | Lakosság változása | Lakosság változása | Lakosság változása | Lakosság változása | Lakosság változása | Lakosság változása | Lakosság változása | Lakosság változása |
| ------------------ | ------------------ | ------------------ | ------------------ | ------------------ | ------------------ | ------------------ | ------------------ | ------------------ | ------------------ | ------------------ | ------------------ | ------------------ | ------------------ | ------------------ | ------------------ |
| 1857               | 1869               | 1880               | 1890               | 1900               | 1910               | 1921               | 1931               | 1948               | 1953               | 1961               | 1971               | 1981               | 1991               | 2001               | 2011               |
| 183                | 473                | 250                | 222                | 275                | 322                | 340                | 453                | 521                | 567                | 566                | 613                | 517                | 484                | 341                | 275                |

## Nevezetességei
A plébániaház mellett építették fel 1938 és 1940 között az Irgalmas Szűzanya tiszteletére szentelt kis templomot. 1991. december 9-én a szerb felkelők gránátokat lőttek ki rá és kigyulladt. A háború után rögtön újjáépítették.